# 차오야역
차오야 역은 가오슝 첩운 홍선의 1역입니다.

## 역 구조

### 승강장
| 지면     | 출입구                              | 출입구                                             |
| 지하 1층 | 승강장                              | 출입구                                             |
| 지하 1층 | 승강장                              | 화장실                                             |
| 지하 2층 | 1호 플랫폼                          | ←가오슝 첩운 홍선 샤오강방면（가오슝 국제공항 역） |
| 지하 2층 | 플랫폼，문의 왼쪽 / 오른쪽 열립니다 |                                                    |
| 지하 2층 | 2호 플랫폼                          | 가오슝 첩운 홍선 남강산방면（첸전 공등학교 역）→   |

## 역 출입구
역의 남쪽 끝에서는 출입구1，역의 위치에서 서쪽으로한 출입구3,4，접근성엘리베이터에 위치한 출입구3와 출입구2이다.
- 출입구1：취흥남로
- 출입구2：가오슝 첩운 회사, 가오슝공추
- 출입구3：밍정 활동 센터
- 출입구4：밍정 초등학교